# トム・ド・サヴォワ
トム・ド・サヴォワ （フランス語: Tomme de Savoie）は、フランスのサヴォワ地方で生産される、牛乳を原料としたチーズの総称。なお、トム（フランス語: tome, tomme）という語には他にスイスやオーヴェルニュで作られる牛乳を原料とするチーズや、フランス南東部で作られるヤギやヒツジの乳を原料とするチーズを指す総称としての用法もある。その代表が『トム・ド・サヴォワ』。セミハードタイプに分類される。カビの散った淡い灰色の表皮を持ち、中身は弾力があり気孔も見られる。ナッツのような香ばしい風味を帯びる。
熟成に際しては表面に塩を振った後に高温の熟成室で1ヶ月、その後低温の熟成室で2ヶ月以上寝かせる。MGの低さは、同時に作成するバターの余りの脱脂乳も使用するため。
サヴォワの地は、冬になると雪で覆われる山岳地帯で大量のミルクを使用する大型チーズ「ボーフォール」が古くから作られてきたが、冬季になると、40kg以上ものサイズの ボーフォールを作るだけのミルクを集めることが困難で、各農家で作られるようになった小型のチーズが 『トム・ド・サヴォワ』。
古くから製造され、サヴォワのチーズでは最古の部類と言われるが、確認できる文献の初出は16世紀である。EUによるPGI認定は1996年。AOCは2000年現在申請中。ただし、冒頭で「総称」としたように、AOC認定を受けているトム・デ・ボージュ (fr:Tome des Bauges)もトム・ド・サヴォワに含まれる他、産地の村や地方によってボンヌヴィル、ブーダーヌ (boudane)、ペルヴー (Pelvoux) といった名前を冠するものもある。身にクミンを混ぜ込んだトム・ド・サヴォワ・オ・キュマン (Tomme de Savoie au cumin) という種類もあり、このクミンは地元で自生しているものを使用している。他にもマール (酒)を利用したトム・オ・マール (Tomme au marc)など様々な種類がある。